# Groisy
Groisy is een gemeente in het Franse departement Haute-Savoie (regio Auvergne-Rhône-Alpes) en telt 2605 inwoners (1999). De plaats maakt deel uit van het arrondissement Annecy.

## Geografie
De oppervlakte van Groisy bedraagt 21,5 km², de bevolkingsdichtheid is 121,2 inwoners per km².
De onderstaande kaart toont de ligging van Groisy met de belangrijkste infrastructuur en aangrenzende gemeenten.

## Demografie
Onderstaande figuur toont het verloop van het inwonertal (bron: INSEE-tellingen).